# Theridion pictipes
Theridion pictipes är en spindelart som beskrevs av Eugen von Keyserling 1884. Theridion pictipes ingår i släktet Theridion och familjen klotspindlar. Inga underarter finns listade i Catalogue of Life.